# روبرت هينينج
روبرت هينينج (بالألمانية: Rupert Henning ) (و. 1967 – م) هو ممثل، وكاتب عمومي، وكاتب سيناريو، وكاتب من النمسا .

## جوائز
حصل على جوائز منها:
- ميدالية كاينز  [لغات أخرى]‏.

## روابط خارجية
- روبرت هينينج على موقع IMDb (الإنجليزية)
- روبرت هينينج على موقع ألو سيني (الفرنسية)
- روبرت هينينج على موقع أول موفي (الإنجليزية)
- روبرت هينينج على موقع قاعدة بيانات الفيلم (الإنجليزية)
- روبرت هينينج على موقع كينوبويسك (الروسية)